# 窑洞

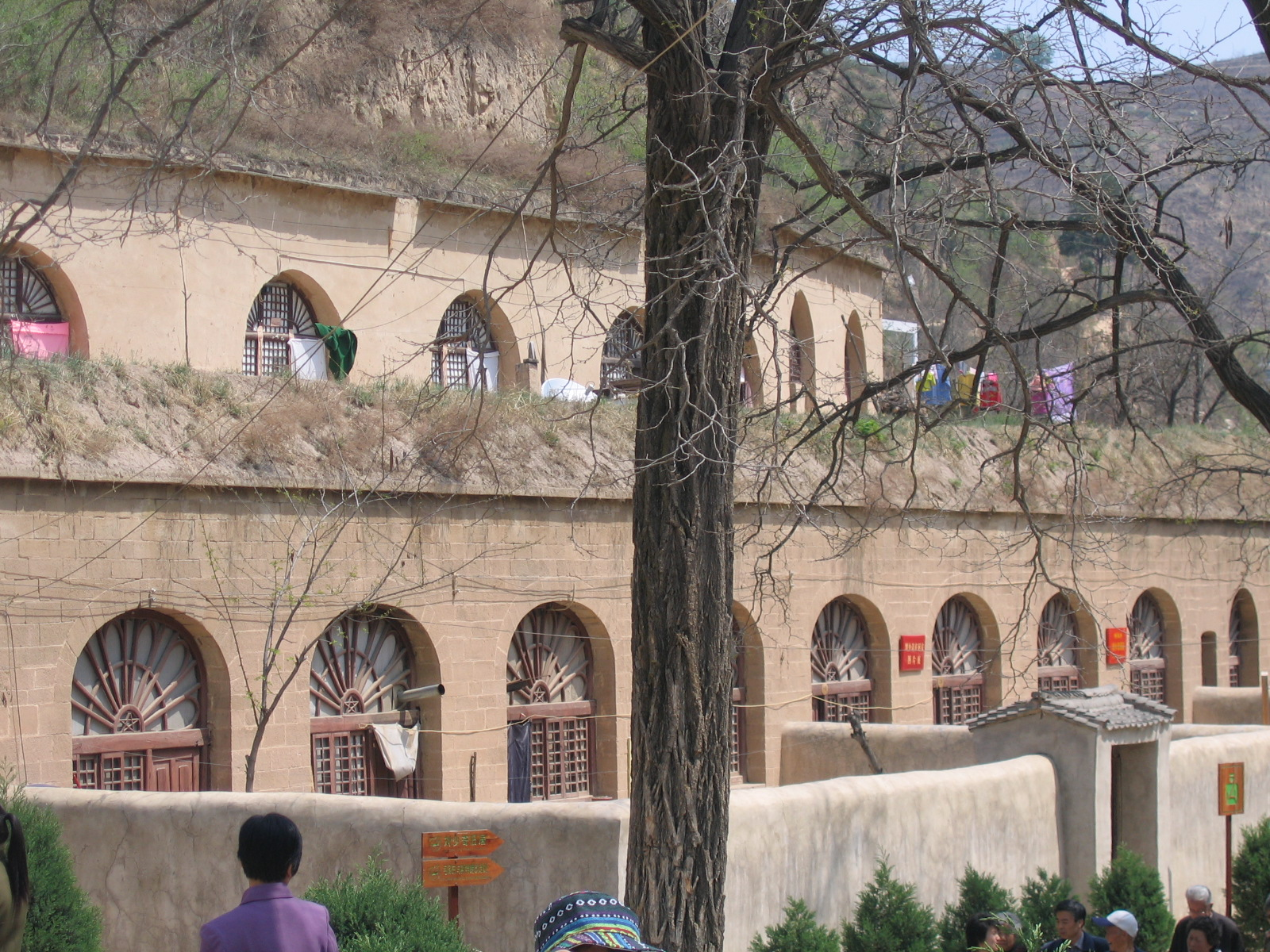
陝西延安的窑洞

窑洞是中国传统民居建筑形式，是中国大陆黄土高原地区的特色建筑:69。
西北地区的陕北、陇东、晋中等地是窑洞建筑集中地区。研究者认为，窑洞是由原始穴居中的横穴发展演变而来。宁夏回族自治区海原县菜园遗址（林子梁遗址）的8座窑洞式房址已有四千多年历史。明清时，窑洞是黄土高原和黄土盆地农村的主要民居形式:69—70。
主要特点是顶上覆土，内部下面方型上面拱型（应天圆地方之说）。多数后面比前面稍窄，呈喇叭形。常见的单间窑洞宽3.5米左右，高3-4米，深5-9米。前面有木结构、带门和格子窗的外壁。内部墙面上抹泥、熟石灰或掺石灰的泥，还可以贴纸和窗花进一步装饰。窑洞前的地面平整后，在周围围以土墙。

## 分类
- 依建筑材料
  - 土窑：直接在黄土形成的崖壁上挖孔形成居室；多数在内部加盖砖或石墙，以防止土层倒塌。
  - 砖窑、石窑：在平地上用砖或石头搭成墙壁和上部的拱，然后人工盖上土。
  - 接口土窑，也称砖（石）面窑，是上面两类的混合：在土洞的前方用砖、石扩建而成。
- 依建筑形式[1]:70
  - 靠崖窑
  - 天井窑
  - 覆土窑

## 排列形式
一户人家一般需要3孔以上的窑洞。正窑（一家之长居住的窑洞）向南或向东。各个窑洞可以并列，上下排列用磴道或梯子相连，或者围成四合院形式。

## 优缺点
黄土高原比较缺乏木、石等建筑材料和烧砖、瓦所需的燃料，但有质地细密的黄土层。窑洞特别是土窑充分利用了这一情况。外部的土层有利于室内恒温和隔音。下面是实地的地板可以大量承重。易燃材料不多因而火灾不易传播。而且造屋成本低。
有研究者总结窑洞五个优点：
- 因地制宜、
- 因材致用、
- 因材施构、
- 冬暖夏凉、
- 因势利导。

:70—71。
窑洞缺点則計有：
- 只能单层建筑，不耐雨淋，内部容易潮湿；
- 室内光线、透气比较差；
- 遇地震時容易倒塌，如发生在1556年陕西的嘉靖大地震、1920年寧夏海原大地震。